# Marguerite Genès
Marguerite Genès (1868-1955) est une femme de lettres française, félibresse écrivant en occitan.

## Biographie
Margareta (en occitan) est née à Marseille le 26 janvier 1868 ; fille de Louise Delort de La Flotte, issue de l'aristocratie corrézienne, et d'un certain Henri Genès qu'elle semble n'avoir pas connu. Elle sera professeur de français et vivra à Brive. Elle collabore à L’écho de la Corrèze, Lemouzi, La gazette provençale.
En 1894, elle devient la première reine du félibrige limousin.
En 1895, elle est nommée maîtresse en gai savoir.
Durant la Première Guerre mondiale, elle sera infirmière bénévole et laissera un important témoignage sur la ville de Brive pendant la guerre.

## Œuvres
- Lous francimans comédie en deux actes, par M. Genès et E. Bombal ; Impr. catholique, Brive 1924 [lire en ligne], Bibliothèque numérique du Limousin.
- Leis d’Amor un acte en vers de Marguerite Genès et Mathylde Peyre. impr. de Chartrusse, Praudel et Cie, Brive, 1944. [lire en ligne], Bibliothèque numérique du Limousin.
- Quand même !  Pièce en un acte et en vers de Marguerite Genès et Mathylde Peyre. impr. de Chartrusse, Praudel et Cie, Brive. [lire en ligne], Bibliothèque numérique du Limousin.

### Postérité
- Sa voix et son écriture Archives de la parole  sur Gallica
- Les fonds Marguerite Genès Archives de Tulle et de Brive
- Le site 14-18.brive.fr sur ses écrits de 1914 à 1919.